# Маринович, Людмила Петровна
Людми́ла Петро́вна Марино́вич (29 сентября 1931 года, Витебск — 18 августа 2010 года, Москва) — советский и российский историк, один из ведущих специалистов по истории Древней Греции. Доктор исторических наук, вице-президент Российской Ассоциации антиковедов.

## Биография
Окончила исторический факультет МГУ (1954). С 1958 года сотрудник сектора древней истории Института всеобщей истории Академии наук (до 1968 года — Института истории), в 1988—2007 годах возглавляла сектор (античной истории). Плотно занималась проблемой кризиса греческого полиса IV века до н. э. Этой теме посвящены как её кандидатская диссертация «Греческое наемничество IV в. до н. э. и кризис полиса» (1968), так и докторская «Греция в конце IV в. до н. э. и проблема кризиса полиса» (1981). Особенно тщательно Л. П. Маринович исследовала проблему греческого наёмничества как одного из наиболее ярких и характерных признаков кризиса классического полиса.
Л. П. Маринович являлась автором многочисленных статей и монографий по истории Древней Греции и эллинистического Египта (в том числе в соавторстве с другими исследователями). В постсоветский период активно занималась написанием учебников для средней школы. Одна из авторов «Большой Российской энциклопедии».
Супругом Л. П. Маринович был Геннадий Андреевич Кошеленко — известный российский антиковед-эллинист, член-корреспондент РАН (2006). Как отмечал И. Суриков, на её историографическую позицию оказала влияние концепция супруга.
В 1990—2000-х годах вместе с Г. А. Кошеленко активно выступала по проблемам т. н «фолк-хистори», опубликовав несколько статей, рассматривающих, в частности, «Новую хронологию» А. Т. Фоменко.

## Избранная библиография
- 1975 — «Греческое наемничество IV в. до н. э. и кризис полиса».
- 1983 — «Античная Греция» (коллективная монография; Л. П. Маринович — главы об Афинах и Спарте).
- 1993 — «Греки и Александр Македонский».
- 1996 — «Античная демократия в свидетельствах современников» (в соавторстве с Г. А. Кошеленко)
- 2000 — «Судьба Парфенона» (в соавторстве с Г. А. Кошеленко).
- 2007 — «Античная и современная демократия. Новые подходы к сопоставлению: учебное пособие для вузов».
- Кошеленко Г. А., Маринович Л. П. Лысенковщина, фоменковщина — далее везде?
- Маринович Л. П. Возникновение и эволюция доктрины превосходства греков над варварами // Античная цивилизация и варвары / отв. ред. Л. П. Маринович; Ин-т всеобщ, истории РАН. — М.: Наука, 2006. — 355 с.
- Зельин, Константин Константинович : [арх. 2 декабря 2022] / Маринович Л. П. // Железное дерево — Излучение. — М. : Большая российская энциклопедия, 2008. — С. 374—375. — (Большая российская энциклопедия : [в 35 т.] / гл. ред. Ю. С. Осипов ; 2004—2017, т. 10). — ISBN 978-5-85270-341-5.